# 田村悦一
田村 悦一（たむら よしかず、1935年3月27日 - ）は、日本の法学者、立命館大学名誉教授。
大阪市東住吉区出身。1957年京都大学法学部卒、59年同大学院法学研究科公法科修士課程修了。1967年「自由裁量とその限界」で立命館大学法学博士。岡山大学助手、立命館大学法学部専任講師、助教授、教授。90-92年法学部長、94年政策科学部教授、2005年定年、名誉教授、京都橘大学教授。公法学が専門。

## 著書
- 『自由裁量とその限界』有斐閣 1967
- 『行政訴訟における国民の権利保護』有斐閣 1975
- 『現代法学講義 9 行政法 3 作用法』評論社 1983
- 『EC行政法の展開』有斐閣 1987
- 『住民参加の法的課題』有斐閣 2006

### 共編著
- 『現代の企業災害 公害と労働災害』窪田隼人,乾昭三共編 有斐閣 法学基礎セミナー 1973
- 『行政法』全3巻　南博方,原田尚彦共編 有斐閣双書　1976
- 『地方自治法を学ぶ』下山瑛二共編 有斐閣選書　1982
- 『国際摩擦と国際理解 1 岐路にたつ国際秩序』山下高之,柳ケ瀬孝三共編　法律文化社 1989
- 『分権推進と自治の展望』見上崇洋,水口憲人,佐藤満共編著 日本評論社 2005

## 論文
- <田村悦一